# Colbey Ross
Colbey Ross (Aurora, 22 ottobre 1998) è un cestista statunitense.

## Carriera
Nato ad Aurora (USA) il 22 ottobre 1998, Ross ha frequentato la Eaglecrest High School di Centennial, Colorado. Nel suo junior year, il terzo anno, ha prodotto 18,6 punti, 4,6 rimbalzi e 3,4 assist di media, venendo nominato Colorado Gatorade Player of the Year. Nell’annata seguente, la sua ultima all’High School ha ulteriormente migliorato i propri numeri (18,4 punti, 4,9 rimbalzi e 5 assist a incontro) contribuendo al successo della Eaglecrest nel campionato statale della Class 5A. Al termine dell'anno, è stato eletto Mr. Colorado Baketball e nuovamente Colorado Gatorade Player of the Year.
Dopo avere completato il quadriennio, sceglie il college di Pepperdine, con cui mette a segno il record di assist nella storia della scuola (179) nel suo primo anno, in cui viene inserito nel West Coast Conference All-Freshman Team. Nel corso della sua carriera liceale, la nuova point guard della Bertram cresce di rendimento stagione dopo stagione, arrivando sino al 2019-20 – il suo terzo anno – in cui produce 20,5 punti e 7,2 assist a gara, numeri che lo rendono l'unico giocatore della Division I di NCAA a mettere a segno almeno 20 punti e 7 assist in quell'anno. Dopo essersi ritirato dal draft NBA, Ross torna a Pepperdine per completare il suo quadriennio: il 27 novembre 2020, segnando 33 punti nella sconfitta contro UCLA, diventa il miglior marcatore nella storia del college.
Nell'estate 2021 inizia la sua carriera in Europa, firmando con il ČEZ Nymburk. Con la squadra ceca disputa, e vince, il campionato nazionale. Scende in campo in sei partite anche in BCL, in cui fa registrare 9,2 punti e 6 rimbalzi di media in 23 minuti di utilizzo. 
Nell’estate 2022 arriva in Italia accettando la proposta della Pallacanestro Varese, di cui diventa sin da subito uno dei leader. Le sue giocate spettacolari guidano la squadra allenata da Matt Brase a risultati importanti: va in doppia cifra in ventisette delle trenta partite disputate e chiude la stagione a 17,5 punti e 7,5 assist di media, contro la Bertram Derthona il 2 gennaio 2023, fa registrare il suo career high per punti segnati in Italia (35). 
Al termine dell’annata viene eletto MVP e Giocatore Rivelazione della stagione da LBA.
Ad agosto 2023 sceglie il Montenegro, con la canotta del KK Budućnost Podgorica per proseguire la carriera europea, con cui scende in campo sia in campionato che in EuroCup. 
Nelle dieci partite di coppa disputate, Colbey produce 5,2 punti e 3,1 rimbalzi in 14 minuti di utilizzo medio, l'inizio stagione non è brillante, quindi nel dicembre 2023 cambia canotta e passa al Derthona Basket per iniziare un nuovo capitolo della sua carriera, tornando in Italia, dove brillò l'anno precedente con la Pallacanestro Varese.  
La società del presidente Beniamino Gavio punta forte su Ross per risalire in classifica dopo il brutto avvio di stagione, accordandosi con il giocatore fino al 30 giugno 2025, rilevando l'oneroso contratto in essere (un biennale da quasi 700.000 dollari del giocatore con il Budučnost.

## Statistiche
| † | Denota le stagioni in cui ha vinto il titolo |

### NCAA
| Anno       | Squadra          | PG  | PT  | MP   | TC%  | 3P%  | TL%  | RP  | AP  | PRP | SP  | PP   |
| ---------- | ---------------- | --- | --- | ---- | ---- | ---- | ---- | --- | --- | --- | --- | ---- |
| 2017-2018  | Pepperdine Waves | 32  | 32  | 31,8 | 46,5 | 42,7 | 82,0 | 3,0 | 5,6 | 1,0 | 0,2 | 14,0 |
| 2018-2019  | Pepperdine Waves | 34  | 34  | 34,9 | 43,7 | 39,6 | 85,3 | 2,9 | 7,0 | 1,2 | 0,1 | 19,4 |
| 2019-2020  | Pepperdine Waves | 32  | 32  | 37,7 | 40,2 | 34,9 | 85,4 | 4,7 | 7,2 | 1,1 | 0,2 | 20,5 |
| 2020-2021† | Pepperdine Waves | 27  | 27  | 37,6 | 43,6 | 34,1 | 84,6 | 4,1 | 7,7 | 1,1 | 0,3 | 17,5 |
| Carriera   | Carriera         | 125 | 125 | 35,4 | 43,1 | 37,3 | 84,7 | 3,6 | 6,8 | 1,1 | 0,2 | 17,9 |

#### Massimi in carriera
- Massimo di punti: 43 vs Saint Mary's (7 marzo 2020)[1]
- Massimo di rimbalzi: 14 vs Portland (20 febbraio 2020)
- Massimo di assist: 13 (2 volte)
- Massimo di palle rubate: 5 vs California State-Dominguez Hills (7 novembre 2018)
- Massimo di stoppate: 2 (2 volte)
- Massimo di minuti giocati: 55 vs UCLA (27 novembre 2020)

### Eurocup
| Anno      | Squadra   | PG | PT | MP   | TC%  | 3P%  | TL%  | RP  | AP  | PRP | SP  | PP  |
| --------- | --------- | -- | -- | ---- | ---- | ---- | ---- | --- | --- | --- | --- | --- |
| 2023-2024 | Budućnost | 10 | 0  | 14,0 | 26,4 | 15,8 | 87,5 | 1,1 | 3,1 | 0,7 | 0,1 | 5,2 |
| Carriera  | Carriera  | 10 | 0  | 14,0 | 26,4 | 15,8 | 87,5 | 1,1 | 3,1 | 0,7 | 0,1 | 5,2 |

## Palmarès

### Squadra
- College Basketball Invitational: 1

Pepperdine University: 2021
- Campionato ceco: 1

ČEZ Nymburk: 2021-22

### Individuale
- All-West Coast First Team: 3

Pepperdine University: 2019, 2020, 2021
- West Coast All-Freshmen team: 1

Pepperdine University: 2018
- MVP Serie A: 1

Varese: 2022-2023
- Giocatore rivelazione Serie A: 1

Varese: 2022-2023